# Faust (film din 1926)
Faust (în germană Faust - Eine deutsche Volkssage) este un film de groază german din 1926, regizat de Friedrich Wilhelm Murnau. Rolurile principale sunt interpretate de actorii Gösta Ekman, Emil Jannings și Camila Horn.

## Distribuție
- Gösta Ekman - Faust
- Emil Jannings - Mephisto
- Camila Horn - Gretchen
- Frida Richard - Gretchen's Mamă
- William Dieterle - Valentin, Gretchen's Frate
- Yvette Guibert - Marthe Schwerdtlein, Gretchen's aunt
- Eric Barclay - Duke of Parma
- Hanna Ralph - Duchess of Parma
- Werner Fuetterer - Archangel